# Vila Bulandra din Valea Mare-Podgoria
Vila Bulandra este un monument istoric din satul Valea Mare-Podgoria, localitate componentă a orașului Ștefănești din județul Argeș. (cod LMI: AG-II-m-B-13838). În această clădire, situată în prezent pe strada Gheorman nr. 40, au locuit soții Tony și Lucia Sturdza Bulandra.